# Eike Lehmann
Eike Lehmann (* 19. Mai 1940 in Breslau; † 14. Januar 2019 in Lübeck) war ein deutscher Schiffbauingenieur und Hochschullehrer.

## Leben
Lehmann war von Januar 2004 bis Mai 2007 Präsident des Vereins Deutscher Ingenieure (VDI). Sein selbsterklärtes Ziel als VDI-Präsident war die Verbesserung des Ausbildungssystems für Ingenieure. Er lehrte und forschte seit 1979 an der Universität Hannover und seit 1983 an der Technischen Universität Hamburg-Harburg im Bereich „Schiffstechnische Konstruktionen und Berechnungen“. Lehmann erwarb sich Verdienste um die Historiografie des Schiffbaus als Ingenieurwissenschaft im Allgemeinen und der Schiffsfestigkeit im Besonderen; letztere ist auch für andere Disziplinen, wie z. B. der Strukturmechanik, von Relevanz.
Lehmann war Vorsitzender des Universitätsrates der Universität Rostock (Amtszeit 2004–2008).
Er war Vorsitzender der Schiffbautechnischen Gesellschaft und von 1995 bis 2001 arbeitete er in der Wirtschaft als Mitglied des Vorstandes der Klassifikationsgesellschaft Germanischer Lloyd.

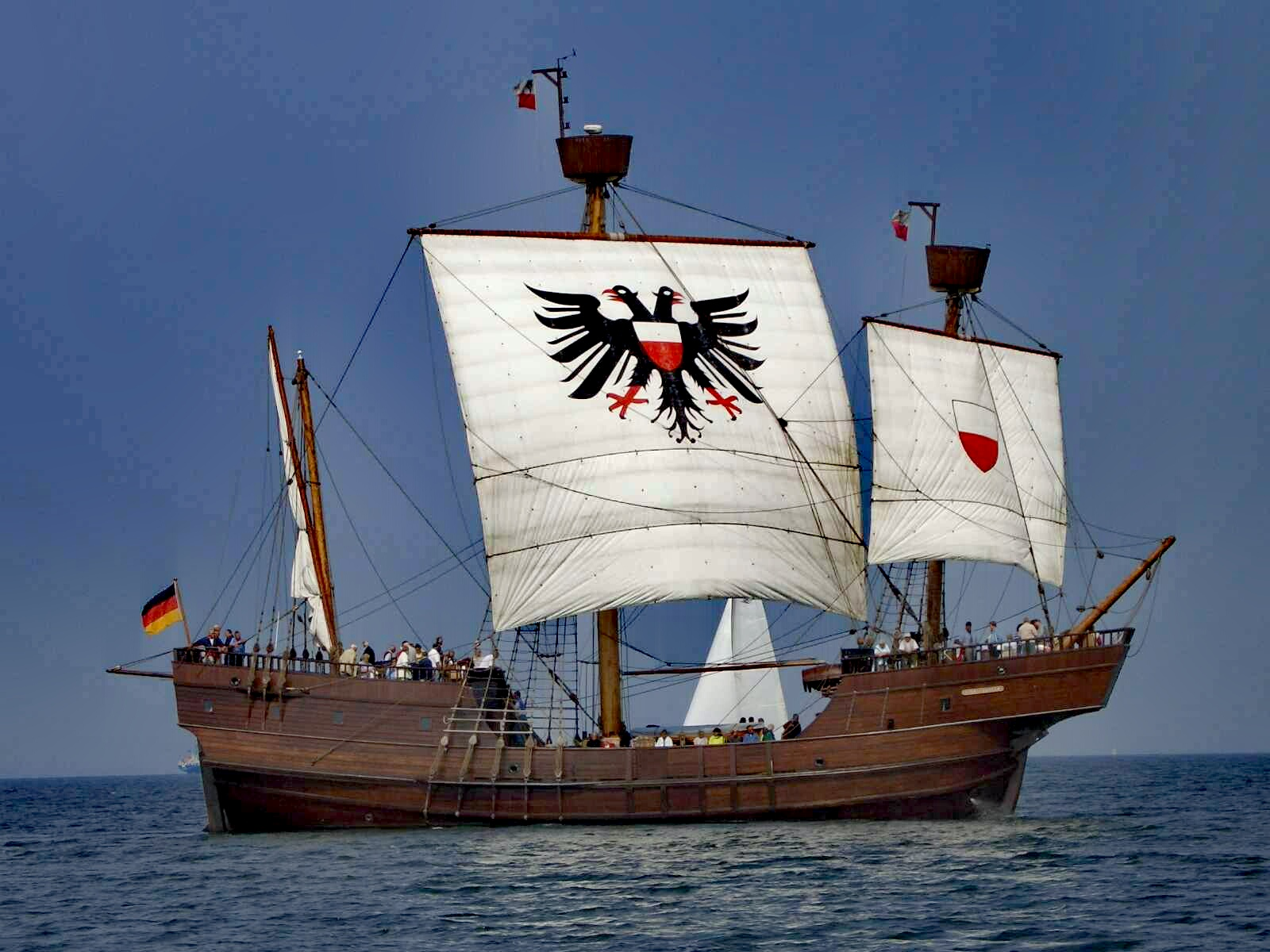
Lisa von Lübeck

Ehrenamtlich engagierte sich Lehmann insbesondere in der Gesellschaft Weltkulturgut Hansestadt Lübeck e. V. (gemeinnützig), deren Wirken er viele Jahre und seit dem Jahr 2008 bis zu seinem Tode als erster Vorsitzender maßgeblich prägte. Größtes Projekt dieses Vereins war und ist der Bau und Betrieb der Lisa von Lübeck; zu diesem Zweck wurde auf der nördlichen Wallhalbinsel der Lübecker Altstadt eigens eine Bauwerft eingerichtet. Er starb am 14. Januar 2019 im Alter von 78 Jahren.

## Preise und Auszeichnungen
- Ehrendoktor der Universität Rostock
- Ehrendoktor der Universität Galați
- Ehrenmitglied der Schiffbautechnischen Gesellschaft
- Ehrenmitglied des Vereins Deutscher Ingenieure[10]
- Mitglied der Deutschen Akademie der Technikwissenschaften (Acatech)
- Goldene Denkmünze der Schiffbautechnischen Gesellschaft

## Schriften
- 100 Jahre Schiffbautechnische Gesellschaft, drei Bände (1999)
- Hansestadt Lübeck. Weltkulturgut in Modellen. Schmidt-Römhild, Lübeck 2014, ISBN 978-3-7950-7105-9
- Übersicht über die Berechnung schiffbaulicher Konstruktionen mit Hilfe der Methode der finiten Elemente. HANSA – Schiffahrt – Schiffbau – Hafen, 107. Jg., 1970, Messesondernummer, S. 589–596.
- Finite Berechnungsmethoden und ihre Anwendung auf die Berechnung schiffbaulicher Konstruktionen. HANSA – Schiffahrt – Schiffbau – Hafen, 107. Jg., 1970, Sondernummer STG, S. 1895–1902.
- Schiffbautechnische Forschung in Deutschland, Seehafen Verlag, Hamburg 2004.

## Belege
1. ↑  Pressemitteilung VDI: Neuer VDI-Präsident: Eike Lehmann (Memento vom 18. Januar 2004 im Internet Archive)
2. ↑  Mitarbeiterseite TUHH (Memento des Originals vom 1. Februar 2008 im Internet Archive)  Info: Der Archivlink wurde automatisch eingesetzt und noch nicht geprüft. Bitte prüfe Original- und Archivlink gemäß Anleitung und entferne dann diesen Hinweis. (abgerufen am 17. August 2008)
3. ↑  Karl-Eugen Kurrer: The History of the Theory of Structures. Searching for Equilibrium, Berlin: Ernst & Sohn 2018, S. 600 ff, S. 1019 f, S. 1058 und S. 1060, ISBN 978-3-433-03229-9.
4. ↑  Rostocker Universitätszeitung, Februar 2006: „Aus der Stellungnahme des Universitätsrates“
5. ↑  Mitglieder des Universitätsrates der Uni Rostock (Memento vom 7. Juni 2007 im Internet Archive)
6. ↑  Hamburger Abendblatt, 15. September 2004, „Klima beeinflusst Schiffbau“
7. ↑  Neuer VDI-Präsident: Eike Lehmann. Abgerufen am 29. August 2022.
8. ↑  Lübecker Nachrichten: Neues Buch über die Lisa von Lübeck und ihre Unterstützer, 30. August 2016.
9. ↑  Früherer VDI-Präsident gestorben: Trauer um Eike Lehmann. Verein Deutscher Ingenieure, 22. Januar 2019, archiviert vom Original (nicht mehr online verfügbar) am 23. Januar 2019; abgerufen am 23. Januar 2019.  Info: Der Archivlink wurde automatisch eingesetzt und noch nicht geprüft. Bitte prüfe Original- und Archivlink gemäß Anleitung und entferne dann diesen Hinweis.
10. ↑  Programm vom Ingenieurtag 2009 (Memento des Originals vom 10. April 2009 im Internet Archive)  Info: Der Archivlink wurde automatisch eingesetzt und noch nicht geprüft. Bitte prüfe Original- und Archivlink gemäß Anleitung und entferne dann diesen Hinweis., Seitenaufruf am 13. Mai 2009

| Personendaten    | Personendaten                                    |
| ---------------- | ------------------------------------------------ |
| NAME             | Lehmann, Eike                                    |
| KURZBESCHREIBUNG | deutscher Schiffbauingenieur und Hochschullehrer |
| GEBURTSDATUM     | 19. Mai 1940                                     |
| GEBURTSORT       | Breslau                                          |
| STERBEDATUM      | 14. Januar 2019                                  |
| STERBEORT        | Lübeck                                           |